# Coenocyathus goreaui
Coenocyathus goreaui is een rifkoralensoort uit de familie van de Caryophylliidae. De wetenschappelijke naam van de soort is voor het eerst geldig gepubliceerd in 1972 door Wells.